# Walki pod Błędnem i Starą Rzeką
Walki pod Błędnem i Starą Rzeką – seria starć polskich i sowieckich oddziałów partyzanckich z Niemcami w trakcie II wojny światowej, na terenie Borów Tucholskich.

## Geneza
Lasy porastające tereny wokół Błędna i Starej Rzeki stanowiły podczas okupacji niemieckiej rejon działania licznych oddziałów partyzanckich walczących z Niemcami. Bazowały tam: oddziały Armii Krajowej zgrupowania Cisy 100 dowodzone przez porucznika Alojzego Bruskiego (pseud. Grab), w tym 26-osobowy oddział Huberta Bukowskiego Sójki, 18-osobowy oddział Feliksa Warczaka Becha, oddział desantowy Ludowego Wojska Polskiego podporucznika S. Mikielewicza, a także dwie sowieckie grupy desantowe kapitana Wiktora Saszy mające w swych szeregach 22 spadochroniarzy pochodzenia częściowo polskiego. Zgrupowania te były stosunkowo dobrze uzbrojone, posiadając m.in. granaty i broń maszynową.

## Przebieg walki

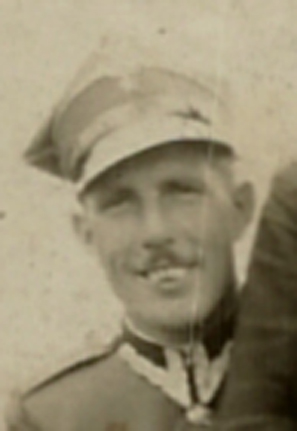
Alojzy Bruski Grab

Niemcy, świadomi zagrożenia ze strony partyzantów, zorganizowali 26 października 1944 obławę, celem wyeliminowania tych sił. Dnia poprzedniego zamknęli pierścień okrążenia terenów leśnych wzdłuż Zazdrości, Lasek, Brzeźna, Łubów i Starej Rzeki. W działaniach tych udział wzięły pododdziały Wehrmachtu, lokalna żandarmeria, policja i Rosjanie z Rosyjskiej Armii Wyzwoleńczej (własowcy). Oddziały te zamierzały przeczesać lasy z trzech kierunków: od południa, północy i zachodu, w kierunku wschodnim, ku wodom Wdy, za którą wystawili okopaną linię złożoną z żołnierzy Wehrmachtu. Partyzanci, uprzedzeni o tych działaniach, postanowili nie czekać biernie na starcie, lecz samodzielnie, wspólnymi siłami, zaatakować linie niemieckie na Wdzie i tym samym wydostać się z okrążenia. Dwukrotne nieudane próby przełamania niemieckiej linii (m.in. w kierunku północnym odparte przez żandarmów) spowodowały konieczność wycofania się 27 października 1944 w głąb lasów, w kierunku zachodnim. Partyzantom udało się jednak zbudować na tyle silne linie obronne, że skutecznie odpierali niemieckie próby zepchnięcia ich w kierunku rzeki. Wieczorem, 27 października 1944, po zapadnięciu zmroku przeszli z inicjatywy sowietów do zmasowanego kontrataku w kierunku południowym, wzdłuż Wdy, zasypując Niemców granatami i doprowadzając do walk wręcz. Próba wydostania się z okrążenia, którą ostatecznie dowodził Alojzy Bruski, zakończyła się powodzeniem, jednak okupiona została wysokimi stratami: zginęło siedmiu żołnierzy z grupy Bukowskiego, ośmiu z grupy Warczaka oraz sześciu z grup desantowych (według innych źródeł dwunastu partyzantów i ośmiu spadochroniarzy). Partyzanci zanotowali również dwudziestu rannych, a także stratę zapasów amunicji, leków i żywności. Niemcy mieli po swojej stronie około pięćdziesięciu zabitych i rannych.
Była to najcięższa z bitew stoczonych przez te oddziały, a w wyniku strat Bruski rozformował pozostałe jednostki, pozostawiając w lesie 18-osobowy oddział kadrowy. Zaatakowany ponownie w dniach 29-30 grudnia 1944 nie podjął walk i przedostał się na punkt zbiorczy.

## Upamiętnienie
W 1962, dla upamiętnienia walk, odsłonięto w Błędnie, przy szosie do Śliwic, pomnik w formie obelisku z tablicą pamiątkową o treści: Bohaterskim partyzantom radzieckim i polskim uczestnikom zwycięsko stoczonej walki pod Błędnem z przeważającymi oddziałami okupanta w 18-tą rocznicę tego czynu zbrojnego Społeczeństwo Kociewia 27 października 1962 r. Tablica pamiątkowa na pomniku została wyremontowana i zawieszona ponownie 27 października 2014. Obok pomnika znajduje się również tablica informacyjna Pomorskiego Archiwum Armii Krajowej.